# سام ديكسون
سام ديكسون (بالإنجليزية: Sam Dixon)‏ هو مدرب كرة سلة أمريكي، ولد في 29 يوليو 1957.